# Excelsior Rotterdam
Excelsior Rotterdam – holenderski klub piłkarski z siedzibą w Rotterdamie, w dzielnicy Kralingen.

## Historia
Excelsior Rotterdam został założony 23 lipca 1902 roku pod nazwą Rotterdamse Voetbal en Atletiek Vereniging Excelsior jako jeden z pierwszych sportowych klubów robotniczych w Holandii. W 1930 roku Excelsior dotarł do finału Pucharu Holandii, w którym przegrał 0:1 z Feyenoordem - wydarzenie to jest uważane za największy sukces w historii klubu. Z kolei po wprowadzeniu profesjonalnego systemu rozgrywek piłkarskich w Holandii Excelsior trzy razy wygrywał Eerste divisie (2. ligę): w sezonach 1973/1974, 1978/1979 i 2005/2006.
W 1979 roku klub nawiązał współpracę na zasadzie partnerstwa z Feyenoordem Rotterdam. W ramach niej młodzi i utalentowani piłkarze Feyenoordu byli wysyłani do Excelsioru w celu zdobycia doświadczenia. W 2009 roku kluby zacieśniły współpracę poprzez utworzenie wspólnego projektu pod nazwą Feyenoord Academy, zrzeszającego zespoły rezerwowe oraz młodzieżowe obu klubów. Z dniem 1 lipca 2015 roku współpraca została zakończona.
Excelsior wiele razy uzyskiwał awans do najwyższej klasy rozgrywkowej, Eredivisie, jednakże równie często spadał do 2. ligi. Ostatni spadek do Eerste divisie przydarzył się w sezonie 2011/2012. Jednak w sezonie 2013/2014 klub zdołał wrócić do Eredivisie.
28 czerwca 2021 Fundacja Excelsior4All zarządzająca klubem zmieniła nazwę na Fundacja Excelsior, łącząc pod jednym logo wszystkie podmioty podlegające jej.

### Chronologia nazw
- 1902 – 1985: RV & AV Excelsior
- 1985 – 2002: Sportclub Excelsior
- 2002 – 2021: SBV Excelsior (Stichting Betaald Voetbal Excelsior)
- 2021 – obecnie: Excelsior Rotterdam[4][5]

## Sukcesy
- Finał Pucharu Holandii: 1930
- Zwycięstwo w Eerste divisie (3): 1974, 1979, 2006

## Skład
Stan na 15 września 2017
| Nr | Poz. | Piłkarz                                     |
| -- | ---- | ------------------------------------------- |
| 1  | BR   | Alessandro Damen                            |
| 2  | OB   | Khalid Karami                               |
| 3  | OB   | Shane O’Neill                               |
| 4  | OB   | Wout Faes (wypożyczony z R.S.C. Anderlecht) |
| 5  | OB   | Milan Massop                                |
| 6  | PO   | Hicham Faik                                 |
| 7  | PO   | Anouar Hadouir                              |
| 8  | PO   | Ryan Koolwijk (kapitan)                     |
| 9  | NA   | Mike van Duinen                             |
| 10 | PO   | Luigi Bruins                                |
| 11 | NA   | Stanley Elbers                              |
| 12 | BR   | Theo Zwarthoed                              |

| Nr | Poz. | Piłkarz                                     |
| -- | ---- | ------------------------------------------- |
| 14 | PO   | Ali Messaoud                                |
| 15 | OB   | Jurgen Mattheij                             |
| 16 | BR   | Mike Havekotte                              |
| 17 | OB   | Desevio Payne                               |
| 18 | PO   | Kevin Vermeulen                             |
| 19 | NA   | Zakaria El Azzouzi (wypożyczony z AFC Ajax) |
| 21 | PO   | Dogucan Haspolat                            |
| 22 | PO   | Jeffrey Fortes                              |
| 23 | NA   | Jinty Caenepeel                             |
| 25 | BR   | Ögmundur Kristinsson                        |
| 28 | OB   | Lorenzo Burnet                              |
| 30 | OB   | Jordy de Wijs (wypożyczony z PSV Eindhoven) |